# Enoch von Mellen
Enoch von Mellen, född 4 maj 1785 i Locknevi socken, död 22 december 1859 i Västerlösa socken, var en svensk präst. 

## Biografi
Enoch von Mellen föddes 1785 i Locknevi socken. Han var son till kyrkoherden i Hjorteds socken. von Mellen blev höstterminen 1803 student vid Uppsala universitet och extra hovjägare vid Kungliga Majestäts hovjaktstat 1808. Han blev 15 juni 1815 filosofie magister och 19 januari 1820 rektor i Vimmerby. von Mellen prästvigdes 5 juni 1827 och avlade pastoralexamen 7 juli samma år. Han blev 11 januari 1831 kyrkoherde i Västerlösa församling och tillträdde 1833 samt blev prost 15 december 1842. von Mellen var orator vid prästmötet 1825. von Mellen avled 1859 i Västerlösa socken. Hans gravsten är formad som en uppslagen bok.

### Familj
von Mellen gifte sig 23 augusti 1827 med Margareta Charlotta Nauclér (1786–1868). Hon var dotter till grosshandlaren Eggert Nauclér och Carolina Christina Frisch i Stockholm.